# 小坂武雄
小坂 武雄（こさか たけお、1895年（明治28年）1月23日 - 1971年（昭和46年）10月26日）は、日本の実業家、政治家。衆議院議員。小坂財閥小坂善之助の子。

## 来歴
1895年、長野県長野市で小坂善之助の息子として生まれる。東京帝国大学法学部卒業後、1924年に兄・小坂順造の経営する信濃毎日新聞社に入社する。1942年に同社社長に就任し、同年の衆議院選挙に翼賛政治体制協議会の推薦で長野県第1区から出馬して当選した（所属は翼賛政治会→大日本政治会→日本進歩党）。戦後、公職追放により社長を辞任するが、1953年に公職追放解除により再び社長に就任、積極経営で同社を発展させた。その後は長野商工会議所会頭などを歴任する。1971年10月26日に間質性肺炎のため、入院中の虎の門病院にて76歳で死亡した。正四位が追贈されている。

## 係累
- 父 - 小坂善之助（実業家・政治家、小坂財閥創業者）[3]
- 兄 - 小坂順造（実業家・政治家、元電源開発総裁）[4]
- 義兄 - 深井英五（第13代日本銀行総裁、妻のはるが武雄の姉）[5]
- 甥 - 小坂善太郎（政治家・元外相、順造の長男）[6]
- 甥 - 小坂徳三郎（実業家・政治家、順造の三男、妻の旦子は三井十一家の一つである本村町家2代目・三井弁蔵の長女）[7]
- 義甥 - 萩原雄祐（天文学者・文化勲章受章者、妻の結子は深井英五・はる夫妻の長女で武雄の姪）[8]
- 妻の寛子は伯爵中川久任の二女。[9]
- 長女の夫は東海金属社長の大河原謙二郎（日本特殊鉄鋼社長・大河原栄之助の二男）[9]。